# Дэниел, Прайс
Мэрион Прайс Дэниел-старший (англ. Marion Price Daniel, Sr.; 10 октября 1910, Дейтон, Техас — 25 августа 1988, Либерти, Техас) — американский политик, 38-й губернатор штата Техас, член демократической партии.

## Биография

### Ранние годы, образование и начало карьеры
Мэрион Прайс Дэниел-ст. (правильней Мэрион Прайс Дэниел II) родился в Дейтоне, штат Техас, в семье Мэриона Прайса Дэниела-старшего (1882—1937) и Нанни Бланш Партлоу (1886—1955). Он был старшим ребёнком в семье. В 1912 году родилась его сестра Эллен Вирджиния Дэниел, а в 1915 году — брат Уильям Партлоу Дэниел.
Жена Дэниела, Джин Хьюстон Болдуин Дэниел, была праправнучкой легендарного Сэма Хьюстона. У пары было четверо детей Мэрион Прайс Дэниел-мл. (правильней Мэрион Прайс Дэниел III), Джин Хьюстон Мёрф, Хьюстон Ли и Джон Болдуин.
Прайс окончил баптистский Бэйлорский университет в Уэйко, после чего работал юристом в округе Либерти. В 1938 году он был избран в Палату представителей Техаса и вступил в должность в начале 1939 года. Дэниел выступал против введения в Техасе налога с продаж. В 1943 году его избрали спикером Палаты представителей.
Историк Чарльз Уэйт из Техасского Панамериканского университета в Эдинберге описывал Дэниела, особенно в начале его политической карьеры, как «прогрессивного южного бизнесмена, способствовавшего эффективному подходу правительства в отношении дорог, школ и сельского хозяйства». Дэниел был скептически настроен по отношению к возрастающей федеральной бюрократии и выступал против повышения налогов для оплаты дополнительных расходов правительства.

### Военная служба
Когда в мае 1943 года в работе законодательного органа был объявлен перерыв, Дэниел отказался от освобождения от призыва и поступил на службу в армию США. Он проходил службу в корпусе разведки и безопасности в Амарилло (Техас), Пайн-Блафф (Арканзас) и Батон-Руж (Луизиана). В 1944 году, после обучения в школе офицеров военно-юридической службы в Анн-Арборе (Мичиган), Дэниелу присвоили звание второго лейтенанта, после чего он стал инструктором в армейской школе кадровой службы в Лексингтоне (Виргиния). В 1945 году Дэниел был переведён в Корпус морской пехоты США, а позже был отправлен в Сасебо (Нагасаки, Япония). Дэниел был уволен в запас в мае 1946 года.

### Генеральный прокурор Техаса
После службы в армии Прайс вернулся в Техас и был назначен на должность Генерального прокурора штата. В 1947 году в качестве Генерального прокурора он поддержал иск прибрежных штатов к США на право владения затопленными землями United States v. California, 332 U.S. 19. 23 июня 1947 года Верховный суд США отклонил иск.
В 1950 году Дэниел защищал юридический факультет Техасского университета в деле десегрегации «Суитт против Пейнтера». В феврале 1946 года чернокожего студента Хермана Мэриона Суитта не приняли на юридический факультет Техасского университета, хотя он удовлетворял всем требованиям. В июне 1950 года Верховный суд США постановил принять Суитта в университет.

### Сенатор США
В 1952 году Дэниел был избран в Сенат США. Он был немедленно взят под своё крыло лидером сенатского меньшинства Линдоном Джонсоном, который, чтобы уменьшить дефицит офисных помещений, позволил сотрудникам Дэниела работать вне офиса.
Дэниел был членом Комитета внутренних дел, Комитета по делам межштатной и внешней торговли, Комитета по делам почты и гражданской службы, Юридического комитета и его подкомитетов — по внутренней безопасности и подростковой преступности.
Новый сенатор занимался исследованием проблемы распространения наркотиков, а также реформированием системы коллегии выборщиков.
Выступая против десегрегации, сенатор Дэниел вместе с 19-ю другими сенаторами и 77-ю членами Палаты представителей США подписали в 1956 году «Южный манифест», в котором обвинили Верховный суд в недопустимом вмешательстве в права отдельных штатов и осудили его решение по делу «Браун против Совета по образованию» 1954 года. В 1958 году в деле «Купер против Аарона» Верховный суд своим решением постановил, что штаты должны поддержать предыдущее решение о десегрегации.

### Губернатор Техаса
В 1956 году Дэниел был избран губернатором Техаса и в 1958 и 1960 годах был переизбран на повторный срок. В 1961 году легислатура штата ввела 2%-й налог с продаж, после чего популярность Дэниела ослабла, и в 1962 году он потерпел неудачу при попытке в четвёртый раз стать губернатором и вернулся к юридической практике в Либерти и Остине.

### Дальнейшая жизнь
В январе 1967 года президент Линдон Джонсон назначил Дэниела директором Управления мобилизационной готовности. Эту должность он занимал до декабря 1969 года. В 1971 году губернатор Престон Смит назначил Дэниела на вакантное место судьи Верховного суда Техаса. Дэниел дважды, в 1972 и 1978 годах, переизбирался на эту должность, прежде чем вышел на пенсию в декабре 1978 года.
После ухода из Верховного суда Дэниел служил на общественных началах в Совете по делам индейцев племени алабама.

### Членство в организациях
Прайс Дэниел был членом следующих организаций:
- Американский легион
- Благотворительный и покровительствующий орден лосей США[англ.]
- Масоны
- Пи Каппа Дельта
- Ротари Интернешнл
- Shriners
- Общество профессиональных журналистов[англ.]
- Woodmen of the World
- Ветераны американских зарубежных войн[англ.]